# Afro Samurai
Afro Samurai (jap. アフロサムライ, Afuro Samurai) ist eine japanische Manga-Serie von Takashi Okazaki, welche auch als Animeserie verfilmt und veröffentlicht wurde. Mit Produktionskosten von 1 Million Dollar pro Episode war Afro Samurai die teuerste Produktion in der Geschichte des Studios Gonzo. Im Jahr 2006 gab es Pläne für eine Realverfilmung mit Samuel L. Jackson in der Hauptrolle, allerdings haben die Dreharbeiten nicht begonnen.

## Handlung
Anmerkung: Der Abschnitt Handlung bezieht sich auf die Anime-Serie
Als Kind musste Afro mitansehen, wie sein Vater, Rokutaro, von Justice getötet wird. Bei dem Kampf ging es um das Stirnband von Afros Vater, dem Stirnband Nummer Eins, welches dem Besitzer gottgleiche Kräfte geben soll. Der Besitzer dieses Stirnbandes kann jedoch nur vom Besitzer des Stirnbandes Nummer Zwei herausgefordert werden, während der Besitzer dieses Stirnbandes von jedem Gegner herausgefordert werden kann.
Nachdem Justice nun der Besitzer des Stirnbandes Nummer Eins geworden ist, verlässt Afro sein Zuhause. Afro nimmt das Schwert seines Vaters und das Stirnband der Nummer Zwei an sich, welches er jedoch bald darauf verliert. Er findet eine neue Heimat in dem Dōjō eines einäugigen Schwert-Meisters und auch Freunde wie Jinnosuke. Afro kann jedoch den Wunsch nach Rache nicht vergessen und sucht weiterhin nach dem Besitzer des Stirnbandes Nummer Zwei. Auf Grund von Erzählungen erfährt Afro von der These, sein Meister sei mittlerweile die Nummer Zwei. Dies lässt ihn nicht los, sodass er seinen Meister bei seiner Ernennung zum Samurai darauf anspricht. Bei einem nächtlichen schicksalhaften Treffen offenbart sich der Meister als Besitzer des Stirnbands Nummer Zwei. Nachdem ihm sein Meister vor die Wahl gestellt hat, ein Leben in Frieden oder aber im Kampf als Besitzer des Stirnbands Nummer Zwei zu führen, entscheidet sich Afro für Letzteres und tötet seinen Meister. Jinnosuke, der den Mord an seinen Meister mitansehen musste, schwört Afro Rache.
Einige Jahre später ist Afro auf dem Weg zu Justice, um den Tod seines Vaters zu rächen, nur begleitet von seinem Alter Ego Ninja Ninja. Auf dem Weg dorthin stellen sich Afro die Empty 7, ein Clan bestehend aus sieben Mönchen, in den Weg. Sie wollen an das Stirnband Nummer Zwei gelangen, um anschließend an die göttlichen Kräfte des Bandes Nummer Eins zu gelangen. Nachdem jedoch alle Versuche der Empty 7 gescheitert sind, ihm das Stirnband Nummer Zwei abzunehmen, steht Afro dort, wo sein Vater gestorben ist. Dort stellt sich ihm zuerst ein Kämpfer mit einer wohlbekannten Teddybärmaske entgegen, welcher sich als Jinnosuke herausstellt. Afro schafft es, anfangs noch widerwillig, ihn zu besiegen und tritt nun Justice gegenüber, welchen er nach hartem Kampf besiegen kann.
Jahre später wird Afro wieder von Jinnosuke herausgefordert, welcher den ersten Kampf auf dem Berg überlebt hat und nun seinerseits der Besitzer des Stirnbandes Nummer Zwei ist. Mit dem Beginn des Kampfes endet die Serie.

## Veröffentlichungen
Der Manga von Afro Samurai wurde von 1999 bis 2000 im Dōjinshi-Magazin NOU NOU HAU veröffentlicht. September 2008 wurde der Manga vom Verlag Seven Seas Entertainment in zwei Bänden auch auf Englisch veröffentlicht. Im April und Juli 2011 erschienen beide Bände in einer Übersetzung von Philip Meckseper bei Carlsen Manga auf Deutsch. Im Juli 2024 erschien ein Doppelband mit der gesamten Geschichte beim Imprint Hayabusa des Carlsen Verlags.

## Adaptionen

### Anime
Die fünfteilige Serie wurde erstmals am 4. Januar 2007 auf Spike TV in den USA und Kanada ausgestrahlt. Es folgten weitere Fernsehausstrahlungen in Großbritannien auf dem Sender Adult Swim, in Japan auf Fuji Television und WOWOW, in Brasilien auf MTV Brasil, in Frankreich auf Canal+ und in Australien auf MTV Australia.
Auf DVD wurde die Serie von Funimation für ganz Nordamerika lizenziert und am 22. Mai 2007 in zwei unterschiedlichen Versionen, einer Directors-Cut-Fassung und einer Fassung, die der Fernsehausstrahlung auf Spike TV entspricht, veröffentlicht. In Deutschland wurde die OVA von Universum Anime lizenziert, die die Serie am 4. August 2008 parallel zur Animagic, der größten Anime-Convention Deutschlands veröffentlichte; der Director’s Cut folgte am 24. November desselben Jahres. Am 31. Juli 2009 wurde dieser gleichzeitig mit der Fortsetzung Afro Samurai – Resurrection erneut veröffentlicht und beide am 21. Januar 2011 als nochmals, diesmal aber als Double Feature.

#### Synchronisation
| Rolle                    | Deutscher Sprecher   | Englischer Sprecher |
| ------------------------ | -------------------- | ------------------- |
| Afro Samurai/Ninja Ninja | Jan-David Rönfeldt   | Samuel L. Jackson   |
| Justice                  | Bernd Rumpf          | Ron Perlman         |
| Okiku                    | Marie Bierstedt      | Kelly Hu            |
| Otsuru                   | Marie Bierstedt      | Tara Strong         |
| Jinnosuke/Kuma           | Gerrit Schmidt-Foß   | Yuri Lowenthal      |
| One Eyed                 | Michael Iwannek      | Dwight Schultz      |
| Oyuki                    | Vera Teltz           | Grey DeLisle        |
| Afro Kid                 | Sebastian Fitzner    | Crystal Scales      |
| Soshun                   | Bernd Vollbrecht     | John Kassir         |
| Swordmaster              | Klaus-Dieter Klebsch | T.C. Carson         |
| Rokutaro                 |                      | Greg Eagles         |
| Sasuke                   | Tammo Kaulbarsch     | Jason Marsden       |
| Dharman                  |                      | S. Scott Bullock    |

#### Soundtrack
Für den Soundtrack von Afro Samurai war Wu-Tang Clan Mitglied  RZA verantwortlich. Der Soundtrack wurde auf CD von Koch Records am 30. Januar 2007 unter dem Namen The RZA Presents: Afro Samurai OST veröffentlicht. Auf der CD hatten auch andere Hip-Hop-Stars Gastauftritte wie zum Beispiel Big Daddy Kane, Talib Kweli, Q-Tip und GZA.

#### Film
Im Januar 2009 wurde der Anime-Film Afro Samurai: Resurrection veröffentlicht, welcher eine Fortsetzung der OVA ist. In dem Film übernimmt wieder Samuel L. Jackson die Hauptrolle, neben ihm sprechen auch Lucy Liu und Mark Hamill Rollen. Wie bei der 5-teiligen Serie ist wieder RZA für den Soundtrack verantwortlich.

### Videospiel
Im Februar 2008 wurde bekannt gegeben, dass Namco Bandai Games an einer Videospiel-Adaption zu Afro Samurai arbeitet. Wie schon in der Serie hat auch hier wieder Samuel L. Jackson die Rolle des Afro/Samurai übernommen. Das Spiel erschien am 26. März 2009 für die PlayStation 3 und die Xbox 360.
Eine Fortsetzung des Spiels, das von Redacted Studios entwickelt und von Versus Evil veröffentlicht wurde, Afro Samurai 2: Revenge of Kuma, wurde im September 2015 für PlayStation 4 und Windows veröffentlicht. Aufgrund der negativen Rezeption des Spiels wurde nur ein Band veröffentlicht, und die anderen beiden Bände wurden eingestellt, was dazu führte, dass das Spiel im November von Steam entfernt wurde. Die Xbox-One-Version wurde nie veröffentlicht, während die PlayStation 4-Version nicht mit der PlayStation 5 kompatibel ist.

## Episodenliste
| Nr. (ges.) | Nr. (St.) | Deutscher Titel         | Originaltitel               | Erstausstrahlung Japan | Deutschsprachige Erstveröffentlichung (DE) |
| ---------- | --------- | ----------------------- | --------------------------- | ---------------------- | ------------------------------------------ |
| 1          | 1         | Revenge                 | Revenge                     | 4. Jan. 2007           | 23. Mai 2011                               |
| 2          | 2         | Dream Reader            | The Dream Reader            | 11. Jan. 2007          | 23. Mai 2011                               |
| 3          | 3         | Clan of the Empty Seven | The Clan of the Empty Seven | 18. Jan. 2007          | 30. Mai 2011                               |
| 4          | 4         | Duel                    | Duel                        | 25. Jan. 2007          | 30. Mai 2011                               |
| 5          | 5         | Justice                 | Justice                     | 1. Feb. 2007           | 6. Juni 2011                               |